# Phleum viniklarii
Phleum viniklarii är en gräsart som beskrevs av Johann Christoph Röhling. Phleum viniklarii ingår i släktet timotejer, och familjen gräs. Inga underarter finns listade i Catalogue of Life.